# Функция Вейерштрасса

График функции Вейерштрасса с параметрами a = 3, b = 1/2 на интервале [−2, 2]. Этот график имеет фрактальный характер, демонстрируя самоподобие: увеличиваемая область (в красном круге) подобна всему графику.

Функция Ве́йерштрасса — пример непрерывной функции, нигде не имеющей производной; контрпример для гипотезы Ампера.
Функция Вейерштрасса задается на всей вещественной прямой единым аналитическим выражением
{\displaystyle w(x)=\sum _{n=0}^{\infty }b^{n}\cos(a^{n}\pi x),}
где {\displaystyle a} — произвольное нечётное число, не равное единице, а {\displaystyle b} — положительное число, меньшее единицы.
Этот функциональный ряд мажорируется сходящимся числовым рядом
{\displaystyle \sum _{n=0}^{\infty }b^{n},}
поэтому функция {\displaystyle w} определена и непрерывна при всех вещественных {\displaystyle x}. Тем не менее, эта функция не имеет производной по крайней мере при
{\displaystyle ab>{\tfrac {3}{2}}\pi +1.}
Для доказательства отсутствия производной в произвольной точке {\displaystyle x_{0}} строят две последовательности {\displaystyle \{x_{m}\}} и {\displaystyle \{y_{m}\}}, сходящиеся к точке {\displaystyle x_{0}}, и доказывают, что отношения
{\displaystyle {\frac {w(x_{m})-w(x_{0})}{x_{m}-x_{0}}}} и {\displaystyle {\frac {w(y_{m})-w(x_{0})}{y_{m}-x_{0}}}}
имеют разные знаки по крайней мере при
{\displaystyle ab>{\tfrac {3}{2}}\pi +1} и {\displaystyle a>1}.
Указанные последовательности могут быть определены как
{\displaystyle x_{m}={\frac {\gamma _{m}-1}{a^{m}}}} и {\displaystyle y_{m}={\frac {\gamma _{m}+1}{a^{m}}},}
где {\displaystyle \gamma _{m}} — ближайшее целое число к {\displaystyle a^{m}x_{0}}.
Отсутствие производной во всех точках при более общих условиях
{\displaystyle ab\geqslant 1} и {\displaystyle a>1}
было установлено Харди.

## Историческая справка
В 1806 году Ампер предпринял попытку доказать аналитически, что всякая «произвольная» функция дифференцируема всюду, за исключением «исключительных и изолированных» значений аргумента. При этом принималась за очевидное возможность разбиения интервала изменения аргумента на части, в которых функция была бы монотонна. С этими оговорками гипотезу Ампера можно рассматривать как нестрогую формулировку теоремы Лебега. В первой половине XIX века предпринимались попытки доказать гипотезу Ампера для более широкого класса, именно для всех непрерывных функций. В 1861 году Риман привёл своим слушателям в качестве контрпримера следующую функцию:
{\displaystyle r(x)=\sum \limits _{n=1}^{\infty }{\frac {\sin n^{2}x}{n^{2}}},}
однако исследование дифференцируемости этой функции чрезвычайно сложно. Джозеф Гервер (англ. Joseph Gerver) доказал, что эта функция всё же имеет производную в некоторых точках, лишь в 1970 году.
В 1872 году Вейерштрасс предложил свой контрпример — описанную выше функцию {\displaystyle w} и представил строгое доказательство её недифференцируемости. В печати этот пример впервые появился в 1875 году в работе П. Дюбуа-Реймона.
Ещё один пример принадлежит ван дер Вардену (1930):
{\displaystyle v(x)=\sum \limits _{n=0}^{\infty }{\frac {\{10^{n}x\}}{10^{n}}},}
где фигурные скобки означают взятие дробной части.